# Marmirolo
Marmirolo är en ort och kommun i provinsen Mantua i regionen Lombardiet i Italien. Kommunen hade 7 807 invånare (2018).